# Буксхаймская органная книга
Буксхаймская органная книга (нем. Buxheimer Orgelbuch) — немецкая рукопись с музыкой  для клавишных инструментов, датируемая 1460-70 гг. Крупнейший нотный памятник немецкой органной культуры XV века. 

## Краткая характеристика
Название «буксхаймская» обязано бывшему картузианскому монастырю Буксхайм (Buxheim, близ г. Мемминген в Баварии). В Буксхаймском монастыре рукопись находилась с XVI в. до 1883 г., когда её приобрела Баварская государственная библиотека (Мюнхен); в этой библиотеке Буксхаймская органная книга хранится поныне (аббревиатура RISM: D-Mbs Mus.3725). 
Составителем рукописи часто называют Конрада Паумана. Если эта атрибуция верна, то это значит, что рукопись происходит из Мюнхена, где Пауман в 1450-73 работал придворным органистом. Аргументом в пользу именно такого происхождения считается и тот факт, что трактат Паумана «Fundamentum organisandi» включён в полном объёме в состав Буксхаймской рукописи (трактат входит также в «Лохамский песенник», составленный примерно в то же время).
Буксхаймская органная книга — самый значительный нотный памятник немецкой органной культуры XV века. Она состоит из 256 авторских сочинений и обработок для клавишных инструментов. Сочинения, на которые сделаны буксхаймские интабуляции, принадлежат известным европейским композиторам XV в. (в т.ч. англичанам и французам), среди которых Джон Данстейбл, Гийом Дюфаи, Жиль Беншуа, Уолтер Фрай и др.; немногочисленные авторские сочинения принадлежат немцам К.Пауману, Зальцбургскому монаху («Герману»), И.Гётцу (Johann Götz), некоему Боумгартнеру (Boumgartner). Большинство пьес сборника не содержит композиторской атрибуции (анонимно). Музыка нотирована в системе так называемой старонемецкой табулатуры.
В жанровом отношении основная часть репертуара — обработки шансон, (инструментальных) танцев и прочих песенно-танцевальных жанров. Около 50 пьес — многоголосные обработки церковной музыки, преимущественно в жанре версетов, где cantus firmus выдержан большими длительностями в теноре, гармонизованном в старогомофонной (моноритмической) фактуре. Около 30 пьес рукописи — прелюдии с вариационно-импровизационной разработкой. Большинство пьес двух- и трёхголосные, реже встречается четырёхголосие.

## Издания
- Das Buxheimer Orgelbuch. Beschreibung und Abdruck von Tonsätzen // Monatshefte für Musik-Geschichte, veröffentlicht als Beilage zum 19. und 20. Jg. 1887/1888 (цифровое факсимиле этого издания см. здесь).
- Das Buxheimer Orgelbuch, herausgegeben von Bertha Antonia Wallner. Kassel: Bärenreiter, 1958-59, 3 vol. (1-105, 106-230, 231-256 и трактат Паумана «Fundamentum organisandi»); 2. durchgesehene Auflage. Kassel, 1983.

## Избранная дискография
- 1982 Buxheimer Orgelbuch / Тон Копман / Auvidis-Astrée E 7743